# Georg Heinrich Borowski taxonjai
Ezen a listán azok a taxon nevek szerepelnek, amelyeket Georg Heinrich Borowski (1746 – 1801) alkotott. Azok a taxon nevek, amelyek nincsenek belinkelve, manapság csak szinonimaként használtak (az alábbi lista nem teljes):

## Párosujjú patások
- hosszúszárnyú bálna (Megaptera novaeangliae) Borowski, 1781
- Balaena novaeangliae Borowski, 1781 - hosszúszárnyú bálna
- hegyi karibu (Rangifer tarandus groenlandicus) (Borowski, 1780)